# Religije Afrike
Religije Afrike imale su veliki utjecaj na afričku umjetnost, kulturu i filozofiju. Većina afričkog stanovništva pripada kršćanstvu ili islamu. Druge osobe prakticiraju afričke tradicionalne i pučke religije. Ruralno stanovništvo je vjerski često okarakterizirano sinkretizmom s lokalnim tradicijama.

## Abrahamske religije
Većina Afrikanaca su sljedbenici kršćanstva ili islama. Afrikanci često kombiniraju svoja tradicionalna vjerovanja s prakticiranjem abrahamskih religija.
 Abrahamske religije su vrlo rasprostranjene diljem Afrike i zamijenile su afričke religije, no često su prilagođene i afričkim kulturalnim kontekstima i vjerovanjima. Pretpostavlja se da su 2002. godine kršćani činili oko 40% afričkog stanovništva, dok je broj muslimana iznosio 45%. Prema studiju objavljenom u listopadu 2012. broj kršćana u Africi popeo se na oko 46% stanovništva dok se broj muslimana spustio na oko 40%, i da je kršćanstvo najraširenija religija kontinenta. Jedan od razloga povećanju broja kršćana je prema islamskim medijima i povećan broj prelazaka s islama na kršćanstvo.

### Bahaizam
Bahaizam (Bahá'í) je treća po rasprostranjenosti abrahamska religija u Africi poslije islama i kršćanstva, nakon pojačanog rasta 1950.-ih i 1960.-ih. Udruga "Association of Religion Data Archives" oslanjajući se na podatke  "World Christian Encyclopedije" objavila je liste većih i manjih grupacija bahaizma u Africi s Kenijom, D.R. Kongo, Južnoafričkom Republikom, Mauricijusom i Zambijom među deset najbrojnijih svjetskih populacija bahaizma 2005., (svaka s više od 200.000 sljedbenika), gledajući procentualno broj stanovnika ovih država.

### Kršćanstvo
Kršćanstvo je jedna od najraširenijih afričkih religija, i dominantna religija u području Subsaharske Afrike. Većina sljedbenika kršćanstva izvan Egipta, Etiopije i Eritreje su katolici ili protestanti. Nekoliko sinkretičkih i mesijanskih sekti su također prisutne na kontinentu, uključujući Nazaretsku baptističkau crkvu u Južnoj Africi i Aladura crkve u Nigeriji. Sljedbenici adventista i Jehovinih svjedoka su rašireni u dosta afričkih država. Najstarije afričke kršćanske denominacije
su Koptska crkva, Etiopska pravoslavna tevahedo Crkva i Eritreanska pravoslavna tevahedo Crkva, koje pripadaju Istočnoj pravoslavnoj Crkvi, koje nastaju u 4. stoljeću za vrijeme kralja Ezana, vladara kraljevstva Aksum, čineći Etiopiju jednu od prvih kršćanskih nacija.
U prvim stoljećima kršćanstva, Afrika je dala nekoliko osoba koje su imale značajan utjecaj na kršćanstvo izvan Afrike uključujući svetog Augustina, svetog Mauricijusa, Origena, Tertulijana, trojicu papa (Viktora I., Miltijada i Gelazija I.), kao i osobe spomenute u bibliji Šimuna Cirenca i etiopskog eunuha kojeg je krstio Filip Evanđelista. Kršćanstvo je postojalo u Etiopiji i prije kralja Ezane, no čvrsto uporište dobiva tek proglašavanjem kršćanstva državnom religijom 330. godine. Najstariji i najpoznatiji izvor kršćanstva na afričkom kontinentu može se naći u Djelima Apostolskim kada Filip Evanđelist pokrštava etiopskog putnika (DJ 8, 26-40) iz I. stoljeća. Iako Biblija spominje Etiopljane, znanstvenici su tvrdili da je to uobičajeni termin za osobe koje dolaze iz oblasti koja se nalazi na jug-jugoistoku Egipta. Drugi izvori tvrdili su pak da je to bio Židov koji je upravljao kraljičinim dvorom. Svi se izvori pak slažu da je putnik bio član kraljevskog vijeća koji je uspio nagovoriti kraljicu da sagradi crkvu.

Neki eksperti predviđaju da će se centar kršćanstva prenijeti iz industrijalizirane Europe u Afriku i Aziju.
Povjesničar Lamin Sanneh s Yale sveučilišta tvrdi da "Afričko kršćanstvo nije samo egzotičan, rijedak fenomen u jednom tamnom kutu svijeta, već da afričko kršćanstvo može biti model stvarima koje dolaze." Statistike World Christian Encyclopedije (David Barrett) prikazuju sve izraženiji trend rasta kršćanstva u Adrici i pretpostavljaju da će 2025. u Africi biti 633 mil. kršćana.

### Islam
Prema World Book Encyclopediji, Islam je najveća afrička religija , s 47% afirčke populacije, koja čini 1/4 ukupne svjetske islamske populacije. Korijeni islama u Africi sežu još u doba proroka Muhameda, kada su njegovi učenici emigrirali u Abesiniju (današnja Etiopija) plašeći se progona poganskih Arapa.
Širenje islama u Sjevernoj Africi započinje osvajanjem Egipta od strane kalifa Omara, preko sinajskog poluotoka - nakon čega arapska vojska brzo osvaja i ostala područja Sjeverne Afrike. Do širenja islama u Zapadnoj Africi dolazi kroz trgovinu i preko mornara. 
Islamska religija dominira u Sjevernoj Africi i na afričkom rogu. Islam preovladava i u istočnoj oblasti Afrike, naseljene Svahili narodom kao i u nekim zapadno afričkim dijelovima. U Zapadnoj Africi je postojalo nekoliko jakih muslimanskih država poput Malijskog Carstva, i songajskog carstva kojim su vladali Mansa Musa, Sonni Ali i Askia Muhammed.

### Judaizam
Sljedbenici judaizma mogu se pronaći diljem Afrike. Iako se o judaizmu u Africi manje zna nego o kršćanstvu i islamu, ipak judaizam krasi bogata povijest na afričkom kontinentu. Danas se mogu naći židovske zajednice u dosta država: uključujući Beta Izrael u Etiopiji, Abayudaya u Ugandi, Izraelski dom u Gani, Igbo Židove u Nigeriji i narod Lemba u Južnoj Africi.

## Tradicionalne afričke religije
Afrika je dom širokom spektru tradicionalnih vjerovanja. Iako su religijski običaji često podjeljeni među velikim brojem lokalnih zajednica, oni su obično jedinstveni kod specifične populacije i geografske regije. 
Prema Dr J Omosade Awolalu, pojam "tradicionalan" označava nešto što je fundamentalno, prenošeno s generacije na generaciju, da bi se prakticiralo u sadašnjosti, ali i u budućnosti. Nešto kao naslijeđe prošlosti, koje povezuje prošlost sa sadašnjim vremenima, kao i sadašnjost s budućnosti.
Ove tradicije nemaju misionara koje bi propagirale ovakvav način vjerovanja.
 Neke tradicionalne afričke religije uključuju Yoruba, Serer i Igbo religiju.

## Hinduizam
Hinduizam postoji u Africi tek od kasnog 19. stoljeća. Nije puno rasprostranjen u Africi, osim na Mauricijusu gdje je to najrasprostranjenija religija, i u nekoliko drugih država gdje ima tek nekoliko hinduističkih hramova.

## Druge religije
Druge religije poput džainizma, šintoizma, i budizma imaju mali broj sljedbenika po različitim krajevima Afrike, koji uglavnom potječu iz država gdje se ove religije uglavnom prakticiraju u širem obimu.

## Bez religije / agnosticizam / ateizam
Gallupove ankete pokazuju da nereligiozne osobe čine oko 20% populacije u Južnoafričkoj Republici, 16% u Bocvani, 13% u Mozambiku, 13% u Togou, 12% u Libiji i Obali Bjelokosti, 10% u Etiopiji i Angoli, 9% u Sudanu, Zimbabveu i Alžiru, 8% u Namibiji i 7% na Madagaskaru.

## Sinkretizam
Sinkretizam, tj. spanjanje ili miješanje religija u Africi između kršćanstva i tradicionalnih religija kao i između islama i tradicionalnih religija.
Božja vojska otopra iz sjeverne Ugande ujedinjuje katoličke obrede krunice i euharistije s islamskim pravcem molitve prema Meki.
Afričke religije koje se smatraju sinkretičkim su: Mami Wata, Nkabah ili tzv. Aladura crkve, poput Pokreta Keruba i Serafina. Često je diskutabilno, da li jedna crkva pripada kršćanstvu ili sinkretizmu (npr. Kimbanguistička crkva) 
U Americi se mogu sresti sljedbenici religija poput Santerie, Candomble, Umbande, Macumbae koji su potomci robova nasilno odveženih brodovima uglavnom iz područja Zapadne Afrike i Konga.

## Raspodjela religija
| Država                                 | Kršćanstvo u % svekupnog stanovništva | Islam u % svekupnog stanovništva | Traditicionalne religije u % svekupnog stanovništva | Izvori                                                                      |
| -------------------------------------- | ------------------------------------- | -------------------------------- | --------------------------------------------------- | --------------------------------------------------------------------------- |
| - Srednja Afrika -                     |                                       |                                  |                                                     |                                                                             |
| Angola                                 | 95                                    | 0.5                              | 4.5                                                 | [ 27 ]                                                                      |
| Kamerun                                | 69.2                                  | 20.9                             | 9.9                                                 | [ 28 ]                                                                      |
| Srednjoafrička Republika               | 80.3                                  | 10.1                             | 9.6                                                 | Arhivirana inačica izvorne stranice od 10. prosinca 2010. (Wayback Machine) |
| Čad                                    | 34                                    | 53                               | 13                                                  | [ 29 ]                                                                      |
| Demokratska Republika Kongo            | 95.6                                  | 1.5                              | 2.9                                                 | [ 30 ]                                                                      |
| Republika Kongo                        | 90.7                                  | 1.3                              | 8                                                   |                                                                             |
| Ekvatorijalna Gvineja                  | 93                                    | 1                                | 6                                                   | [ 31 ]                                                                      |
| Gabon                                  | 73                                    | 10                               | 17                                                  | [ 32 ]                                                                      |
| Sveti Toma i Princip                   | 97                                    | 2                                | 1                                                   | [ 33 ]                                                                      |
| - Istočna Afrika -                     |                                       |                                  |                                                     |                                                                             |
| Burundi                                | 75                                    | 5                                | 20                                                  | [ 34 ]                                                                      |
| Komori                                 | 2                                     | 98                               | 0                                                   | [ 35 ]                                                                      |
| Kenija                                 | 78                                    | 10                               | 12                                                  | [ 36 ]                                                                      |
| Madagaskar                             | 41                                    | 7                                | 52                                                  | [ 37 ]                                                                      |
| Malavi                                 | 79.9                                  | 12.8                             | 7.3                                                 | [ 38 ]                                                                      |
| Mauricijus                             | 32.2                                  | 16.6                             | 51.2                                                | [ 39 ]                                                                      |
| Mayotte                                | 3                                     | 97                               | 0                                                   | [ 40 ]                                                                      |
| Mozambik                               | 56.1                                  | 17.9                             | 26                                                  | [ 41 ]                                                                      |
| Réunion                                | 84.9                                  | 2.1                              | 13                                                  | [ 42 ]                                                                      |
| Ruanda                                 | 93.6                                  | 4.6                              | 1.8                                                 | [ 43 ]                                                                      |
| Sejšeli                                | 93.1                                  | 1.1                              | 5.8                                                 | [ 44 ]                                                                      |
| Tanzanija                              | 30                                    | 35                               | 35                                                  | [ 45 ]                                                                      |
| Uganda                                 | 84                                    | 12                               | 4                                                   | [ 46 ]                                                                      |
| Zambija                                | 87                                    | 1                                | 12                                                  | [ 47 ]                                                                      |
| - Afrički rog -                        |                                       |                                  |                                                     |                                                                             |
| Džibuti                                | 6                                     | 94                               | 0                                                   | [ 48 ]                                                                      |
| Eritreja                               | 62.5                                  | 36.5                             | 1                                                   | [ 49 ]                                                                      |
| Etiopija                               | 62.8                                  | 33.9                             | 3.3                                                 | [ 50 ]                                                                      |
| Somalija                               | 0                                     | 100                              | 0                                                   | [ 51 ]                                                                      |
| - Sjeverna Afrika -                    |                                       |                                  |                                                     |                                                                             |
| Alžir                                  | 1                                     | 99                               | 0                                                   | [ 52 ]                                                                      |
| Egipat                                 | 10                                    | 90                               | 0                                                   | [ 53 ]                                                                      |
| Libija                                 | 1                                     | 97                               | 2                                                   | [ 54 ]                                                                      |
| Maroko                                 | 1.1                                   | 98.7                             | 0.2                                                 | [ 55 ]                                                                      |
| Saharska Arapska Demokratska Republika | 0                                     | 100                              | 0                                                   | [ 56 ]                                                                      |
| Južni Sudan                            | 50                                    | 0                                | 50                                                  | ?                                                                           |
| Sudan                                  | 3                                     | 97                               | 0                                                   | [ 57 ]                                                                      |
| Tunis                                  | 1                                     | 98                               | 1                                                   | [ 58 ]                                                                      |
| - Južna Afrika -                       |                                       |                                  |                                                     |                                                                             |
| Bocvana                                | 71.6                                  | 0.3                              | 28.1                                                | [ 59 ]                                                                      |
| Esvatini                               | 90                                    | 1                                | 9                                                   | [ 60 ]                                                                      |
| Južnoafrička Republika                 | 79.7                                  | 1.5                              | 18.8                                                | [ 61 ]                                                                      |
| Lesoto                                 | 90                                    | 0                                | 10                                                  | [ 62 ]                                                                      |
| Namibija                               | 90                                    | 0                                | 10                                                  | [ 63 ]                                                                      |
| Zimbabve                               | 84                                    | 1                                | 15                                                  | [ 64 ]                                                                      |
| - Zapadna Afrika -                     |                                       |                                  |                                                     |                                                                             |
| Benin                                  | 42.8                                  | 24.4                             | 32.8                                                | [ 65 ]                                                                      |
| Burkina Faso                           | 23                                    | 61                               | 16                                                  | [ 66 ]                                                                      |
| Zelenortska Republika                  | 99                                    | 0                                | 1                                                   | [ 67 ]                                                                      |
| Obala Bjelokosti                       | 37.5                                  | 37.5                             | 25.0                                                | [ 68 ]                                                                      |
| Gambija                                | 9                                     | 90                               | 1                                                   | [ 69 ]                                                                      |
| Gana                                   | 69                                    | 15.6                             | 15.4                                                | [ 70 ]                                                                      |
| Gvineja                                | 10                                    | 85                               | 5                                                   | [ 71 ]                                                                      |
| Gvineja Bisao                          | 10                                    | 50                               | 40                                                  | [ 72 ]                                                                      |
| Liberija                               | 85.6                                  | 12.2                             | 2.2                                                 | [ 73 ]                                                                      |
| Mali                                   | 5                                     | 90                               | 5                                                   | [ 74 ]                                                                      |
| Mauritanija                            | 0                                     | 100                              | 0                                                   | [ 75 ]                                                                      |
| Niger                                  | 5                                     | 90                               | 5                                                   | [ 76 ]                                                                      |
| Nigerija                               | 48.2                                  | 50.4                             | 1.4                                                 | [ 77 ]                                                                      |
| Senegal                                | 5                                     | 94                               | 1                                                   | [ 78 ]                                                                      |
| Sijera Leone                           | 21                                    | 77                               | 2                                                   | [ 79 ]                                                                      |
| Togo                                   | 48                                    | 14                               | 38                                                  | [ 80 ]                                                                      |

1. ^  Korišteni su najnoviji podaci

## Vanjske poveznice
- African Beliefs  Arhivirana inačica izvorne stranice od 4. listopada 2013. (Wayback Machine)
- Theology in Africa  Arhivirana inačica izvorne stranice od 30. siječnja 2019. (Wayback Machine)
- "African Traditional Religion" in "The Story of Africa" from the BBC World Service
- Text of Atoms and Ancestors, considered a classic study
- Stanford Page
- African Religions at Africa Missions Resource Center
- Tutelary deities of the Akan people of West Africa  Arhivirana inačica izvorne stranice od 5. svibnja 2016. (Wayback Machine)